# Polygonum paronychia
Polygonum paronychia är en slideväxtart som beskrevs av Cham. & Schltdl.. Polygonum paronychia ingår i släktet trampörter, och familjen slideväxter. Inga underarter finns listade i Catalogue of Life.